# الرباط (مكيراس)

تعديل مصدري - تعديل

الرباط هي إحدى قرى عزلة مكيراس بمديرية مكيراس التابعة لمحافظة البيضاء، بلغ تعداد سكانها 950 نسمة حسب تعداد اليمن لعام 2004.